# 安西真実
安西 真実（あんざい まみ、1984年8月28日 - ）（本名・清水真実　旧姓・安西）は、日本のアイドル、タレントである。東京都出身。Tanpopo合同会社所属。血液型はO型。

## 人物
- 特技は、ダンス、アクロバット、釣り。魚に関する知識も豊富で自分で図鑑を作ったり、マグロの解体までこなしてしまうほどの腕前をもっている為、周囲から『魚ドル』と呼ばれている。
- 2013年7月7日入籍[1]。
- 2015年6月26日午前9時46分、3392gの男児を出産。秦海(かなた)と命名。

## テレビ
- 遊遊さかな横丁(eb!TV)メイン司会
- ひみつの嵐ちゃん!(TBSテレビ)
- ひるおび!(TBSテレビ)
- 笑っていいとも!(2008年11月20日、フジテレビ) - コーナーゲスト（出たいドル!/ザ・定番ショー）
- ありえへん世界(テレビ東京)
- 『ぷっ』すま(テレビ朝日)
- BS熱中夜話(BS)
- お笑いワイドショー マルコポロリ!(関西テレビ)
- ポンキッキ(BSフジ)
- おもいッきりDON!(日本テレビ) - 2010年3月15日「昼得ファイル DON!杯争奪「一芸アイドル」出てこいやSP!!」
- ルアー合衆国(三重テレビ放送)

## ラジオ
- くにまるジャパン(2012年2月7日 - 5月29日、文化放送) - 火曜アシスタント

## 映画
- 青と白で水色
- 3D立体ムービー「Memory」

## DVD
- 超光戦隊エナジーファイブ外伝 悪の王女カルマ - 主演 王女カルマ役
- 超光戦隊エナジーファイブ前・後編 - 王女カルマ役
- 清水國明のフィッシング＆アウトドア120パーセント満喫術!!
- アーネスト・ホースト「パーフェクトコンバット」
- Angling Fan

## オペラ
- カルメン
- 愛の媚薬

## 舞台
- こんにちはユーレイ
- 火の鳥
- 卑弥呼

## 雑誌
- 釣りマガジン
- 釣り丸
- ルアーマガジン
- プレイボーイ
- BASSER
- Angling Fan
- Angling SOLT
- AQUA LIFE

## ハドソンTV
- ニンテンドーDS釣りマスター（2007年タックルベリーキャンペーンガール）